# カイロミクロン

カイロミクロンの構造
ApoA, ApoB, ApoC, ApoE（アポリポタンパク質）; T（トリアシルグリセロール）; C（コレステロール）; 緑（リン脂質）

カイロミクロン（英: chylomicron、乳糜脂粒）またはキロミクロンは、リポタンパク質粒子であり、トリグリセリド（85-92%）、リン脂質（6-12%）、コレステロール（1-3%）、タンパク質（1-2%）で構成される。カイロミクロンは食物中の脂質を腸から体内のその他の場所へ輸送する。脂肪およびコレステロールを血流の水性溶液中で移動できるようにするリポタンパク質の5つの主要なグループ（カイロミクロン、VLDL、IDL、LDL (Low-density lipoprotein) 、HDL）の1つである。
名称はchyle（乳糜）+ 古代ギリシャ語で「小さい」を意味する (mikrón) から。

## 機能
カイロミクロンは外因性脂質を肝臓、脂肪、心臓、および骨格筋組織に輸送する。これらの場所で、リポタンパク質リパーゼの活性によってトリグリセリドが降ろされる。結果として、カイロミクロンの残部は肝臓で吸収される。

## 起源
カイロミクロンは小腸の吸収細胞、具体的には十二指腸の絨毛の上皮細胞で産生されるリポタンパク質の一種である。

## ステージ
カイロミクロンの「ライフサイクル」には3つのステージがある。
- 未成熟カイロミクロン
- 成熟カイロミクロン
- カイロミクロンレムナント（残遺物）

### 未成熟カイロミクロン
カイロミクロンは腸細胞（enterocyte）とて知られる小腸の吸収細胞で作られる。これらは直径75から1,200ナノメートルと比較的大きい。これらの未成熟カイロミクロンはエキソサイトーシスによって腸細胞から乳糜管（小腸の絨毛に起源があるリンパ管 (Lymphatic vessel) ）へと放出され、その後左鎖骨下静脈と繋がった胸管で血流に分泌される。
未成熟カイロミクロンは主にトリグリセリド（85%）で構成されており、コレステロールやコレステロールエステルを含んでいる。主なアポリポタンパク質成分はアポリポタンパク質B-48（APOB48）である。

### 成熟カイロミクロン
リンパ液および血液中を循環している間、カイロミクロンは高比重リポタンパク質 (HDL) と成分を交換する。HDLはアポリポタンパク質C-II (APOC2) およびアポリポタンパク質Eを初期カイロミクロンに提供し、成熟カイロミクロンへと変換する。APOC2はリポタンパク質リパーゼ (LPL) 活性の補因子である。

### カイロミクロンレムナント
トリグリセリドの蓄えが消費(配布)された時点で、カイロミクロンはAPOC2をHDLに戻し（APOEは保持する）、わずか20〜50 nmのカイロミクロンレムナントとなる。APOB48およびAPOEは、エンドサイトーシスおよび分解のため肝臓でカイロミクロンレムナントが識別されるために重要である。